# Carcinops tibialis
Carcinops tibialis är en skalbaggsart som beskrevs av Lea 1925. Carcinops tibialis ingår i släktet Carcinops och familjen stumpbaggar. Inga underarter finns listade i Catalogue of Life.